# ماهیچه لوزی کوچک
ماهیچه لوزی کوچک (انگلیسی: Rhomboid minor muscle) یکی از ماهیچه‌های لوزی (رومبوئید) پشت است. این ماهیچه از زائده‌های خاری مهره سی۷ و تا تی۱ آغاز شده و به لبه داخلی (مهره‌ای) کتف در حد زائده‌های خاری متصل می‌شود.
ماهیچه‌های لوزی توسط عصب کتفی پشتی (اسکاپولار دورسال) عصب‌دهی می‌شوند.

## کارکرد
ماهیچه لوزی کوچک پیونددهندهٔ ستون فقرات به گردن است و کار آن بالا بردن کتف و کمک به ادداکشن بازو است. این ماهیچه در افراد تبرزن حائز اهمیت است.